# Harlösa donationshus
Harlösa donationshus är ett tidigare fattighus i Harlösa i Eslövs kommun. 
Harlösa donationshus är inrett för att visa boendemiljön i ett fattighus från 1800-talet. Friherre Carl Gustav von Schwerin, ägare till Hjularöds slott och Harlösa säteri mellan 1805 och 1855, skrev 1832 ett donationsbrev för att uppföra en byggnad, som skulle "utgöra bostad för åtta fattighjon vilka erhåller underhåll som skall årligen i evärdeliga tider utgå av Hjularöds och Harlösa Säterier". Det uppfördes centralt i den dåtida Harlösa by, nära Harlösa kyrka och prästgården.
Donationshuset hade fyra små lägenheter för totalt åtta personer, med gemensamt skorstenskök, gemensam bakugn och täppa. Det stod färdigt 1824.  Till att börja med hade rummen stampade lergolv, och senare på 1880-talet lades trägolv in. Uthuset är från slutet av 1900-talet och ersätter ett av två ursprungliga uthus. 
När byn skiftades, blev huset och prästgården ensamma kvar på platsen. 
Huset renoverades på 1980-talet och visas som museum. Det ägs av Stiftelsen Harlösa Donationshus.